# Halina Rusek
Halina Zofia Rusek (ur. 1953) – polska socjolog, dr hab. nauk humanistycznych, profesor zwyczajny Instytutu Etnologii i Antropologii Kulturowej Uniwersytetu Śląskiego w Katowicach Wydziału Etnologii i Nauk o Edukacji w Cieszynie.

## Życiorys
W 1977 ukończyła studia w zakresie socjologii na Uniwersytecie Jagiellońskim. 26 października 1998 uzyskała stopień doktora habilitowanego. 6 sierpnia 2006 nadano jej tytuł profesora nauk humanistycznych. Objęła funkcję profesora zwyczajnego w Instytucie Etnologii i Antropologii Kulturowej na Uniwersytecie Śląskim w Katowicach Wydziale Etnologii i Nauk o Edukacji w Cieszynie oraz członkini Komitetu Nauk Etnologicznych I Wydziału Nauk Humanistycznych Polskiej Akademii Nauk.
Piastuje stanowisko profesora w Instytucie Socjologii na Wydziale Nauk Społecznych Uniwersytetu Śląskiego.
Była dziekanem na Uniwersytecie Śląskim w Katowicach Wydziale Etnologii i Nauk o Edukacji w Cieszynie i prorektorem na Uniwersytecie Śląskim w Katowicach.